# Ammophila (zoologia)
Ammophila (Kirby, 1798) è un genere di insetti apoidei appartenente alla famiglia Sphecidae.

## Tassonomia
Il genere è formato da 214 specie, di cui 6 presenti in Italia:
- Ammophila campestris campestris
- Ammophila heydeni Dahlbom, 1845
- Ammophila hungarica Mocsáry, 1883
- Ammophila pubescens Curtis, 1829
- Ammophila sabulosa (Linnaeus, 1758)
- Ammophila terminata Smith, 1856